# Moraliteta
Moraliteta (lat. moralitas, nravnost) je srednjeveško alegorično dramsko delo s poučno vsebino.
V tej zvrsti dramskega dela nastopajo alegorične personifikacije: Bog, hudič, greh, smrt itd.

## Slehernik
Najslavnejša moraliteta v svetovni literaturi je Slehernik. V slovenščino ga je po Hofmannsthalovi priredbi prevedel Oton Župančič.
Slehernik je bogat človek, ki ima veliko prijateljev. Ko potrka na njegova vrata Smrt, jih prosi, naj ga spremljajo, toda vsi ga zapustijo. Le Vera in Dobra dela gredo z njim.

## Vir
Silva Trdina:Besedna umetnost: 2. Literarna teorija. Ljubljana: Mladinska knjiga, 1958   in  več izdaj. (COBISS)